# Sula (ort i Honduras)
Sula är en ort i Honduras.   Den ligger i departementet Departamento de Santa Bárbara, i den västra delen av landet, 190 km nordväst om huvudstaden Tegucigalpa. Sula ligger 302 meter över havet och antalet invånare är 2 502.
Terrängen runt Sula är kuperad åt sydväst, men åt nordost är den platt. Runt Sula är det ganska tätbefolkat, med 80 invånare per kvadratkilometer. Närmaste större samhälle är Macuelizo, 6,6 km nordost om Sula.  